# Vasilij (Kulakov)
Vasilij (světským jménem: Arkadij Jurjevič Kulakov; * 18. října 1971, Tomsk) je ruský duchovní Ruské pravoslavné církve a metropolita jekatěrinodarský a kubáňský.

## Život
Narodil se 18. října 1971 v Tomsku. Pokřtěn byl roku 1979 a roku 1988 dokončil střední školu.
Po střední škole nastoupil na Tomskou lékařskou univerzitu, kterou dokončil roku 1994. Roku 1996 dokončil residenturu z oboru terapie na Sibiřské státní univerzitě.
V únoru 1997 byl přijat do monastýru svatého Michaela ve vesnici Kozicha. Dne 4. dubna 1997 byl biskupem novosibirským a berdským Sergijem (Sokolovem) postřižen na monacha a přijal mnišské jméno Vasilij na počest svatého Vasilije Mangazejského. Dne 23. dubna byl biskupem Sergijem v katedrálním chrámu Nanebevstoupení Páně v Novosibirsku rukopoložen na hierodiakon a 23. srpna na jeromonacha.
V monastýru vykonával různé funkce související s finanční a hospodářskou činností jako je těžba a zpracování dřeva, zásobování, opravy aj.
Od podzimu 1997 do roku 2000 sloužil jako představený monastýrského podvorje ve vesnici Věrch-Čik v Ordynském rajónu Novosibirské oblasti. V tomto období byl ve vesnici postaven chrám Uvedení přesvaté Bohorodice do chrámu.
V letech 1998–2000 studoval dálkově na Tomském duchovním semináři.
Roku 2001 sloužil na podvorje monastýru při stavbě chrámu Svaté Trojice v Novosibirsku. O rok později byl arcibiskupem novosibirským a berdským Tichonem (Jemeljanovem) ustanoven představeným chrámu Ikony Spasitele - Rukou nestvořený obraz v sídle Vengerovo. Poté do roku 2005 sloužil v sídle Ordynskoje.
V letech 2002–2004 studoval na Moskevské duchovní akademii.
V březnu 2005 byl poslán do vladivostocké eparchie za účelem formování mnišského života monastýru Svaté Trojice v Gornyje Ključi. Dne 11. března byl arcibiskupem vladivostockým a primorským Veniaminem (Puškarem) ustanoven představeným tohoto monastýru a 27. prosince jej Svatý synod v této funkci potvrdil.
Dne 15. dubna 2006 byl povýšen na igumena.
Dne 9. července 2019 jej Svatý synod zvolil biskupem nikolajevským a vikářem chabarovské eparchie. Dne 16. července byl v chrámu Všech svatých monastýru Danilov v Moskvě metropolitou tverským a kašinským Savvou (Michejevem) povýšen na archimandritu.
Dne 17. července 2019 byl v Trojicko-sergijevské lávře oficiálně jmenován biskupem a 24. července proběhla v chrámu Krista Spasitele jeho biskupská chirotonie. Světiteli byli patriarcha moskevský Kirill, metropolita tverský a kašinský Savva (Michejev), metropolita tulský a jefremovský Alexij (Kutěpov), metropolita singapurský a jihovýchodněasijský Sergij (Čašin), metropolita chabarovský a priamurský Artemij (Snigur), metropolita vladivostocký a primorský Vladimir (Samochin), arcibiskup korejský Feofan (Kim), arcibiskup birobidžanský a kuldurský Jefrem (Prosjanok), arcibiskup jegorjevský Matfej (Kopylov), arcibiskup anadyrský čukotský Ipatij (Golubjev), biskup voskresenský Dionisij (Porubaj), biskup vaninský a pěrejaslavský Aristarch (Jacurin), biskup amurský a čegdomynský Nikolaj (Ašimov), biskup karasukský a ordynský Filipp (Novikov), biskup kainský a barabinský Feodosij (Čaščin), biskup pavlovo-posadský Foma (Mosolov) a biskup jejský a timaševský Pavel (Grigorjev).
Dne 25. srpna 2020 jej Svatý synod ustanovil biskupem armavirským a labinským.
Dne 27. prosince 2023 byl ustanoven metropolitou jekatěrinodarským a kubáňským, hlavou kubáňské metropole. 
Dne 30. května 2024 byl jmenován dočasným správcem novorossijské eparchie.